# Championnat de France de futsal de deuxième division 2023-2024
Navigation
Saison 2022-2023 Saison 2024-2025
La saison 2023-2024 de Division 2 Futsal est la onzième édition du Championnat de France de futsal de deuxième division. Le second niveau du futsal français oppose cette saison dix-neuf clubs séparés en deux groupes en une série de dix-huit rencontres jouées de septembre 2023 à mai 2024.
Les clubs promus et relégués sont respectivement remplacés pour l'édition suivante par le club relégué de Division 1 et par les quatre clubs promus de régional à l'issue de barrages d'accession, afin de repasser à vingt équipes participantes.
Le Montpellier Méditerranée Futsal est sacré champion de D2 Futsal et est accompagné du premier de la seconde poule, l'AS Avion, en première division 2024-2025. À l'opposé, les deux derniers de chaque groupe sont relégués au niveau régional.

## Organisation

### Format de la compétition
Le championnat de Division 2 Futsal est composé de deux groupes, dont chaque premier est promu en Division 1 pour la saison suivante. Le meilleur des deux, au ratio points par match, est sacré champion de D2 Futsal. Les dix-huit journées sont planifiées entre le samedi 23 septembre 2023 et le samedi 27 avril 2024.
Les clubs placés aux dernières places dans chacune des deux poules sont directement reléguées dans leur plus haut niveau régional respectif. Un barrage d'accession entre les champions régionaux déterminent les promus en D2 pour la saison suivante.

### Équipes participantes
| \| Reims Avion Nantes Bastia Lille Maubeuge Orléans Rennes Ile de France Pfastatt Neuhof Plaisance Montpellier Beaucaire Strasbourg \| Localisation des clubs engagés dans le championnat. |
| Reims Avion Nantes Bastia Lille Maubeuge Orléans Rennes Ile de France Pfastatt Neuhof Plaisance Montpellier Beaucaire Strasbourg                                                           |

Deuxième du groupe B la saison précédente, l’AC Ajaccio est repêché en D1 Futsal 2023-24 à la suite de l’arrêt de Mouvaux Lille MF. Avec le système des barrages d’accession, il n’est pas possible de faire monter un club supplémentaire au deuxième niveau fédéral. Il n’y a donc que 19 clubs en D2 Futsal 2023-24.
| \| Marcouville Clichy Garges Lognes Torcy \| Localisation des clubs d'Ile de France. |
| Marcouville Clichy Garges Lognes Torcy                                               |

| Club                   | Localisation                      | Classement 2022-2023       | Groupe 2023-2024 | Depuis |
| ---------------------- | --------------------------------- | -------------------------- | ---------------- | ------ |
| Marcouville City CPA   | Île-de-France, Cergy-Pontoise     | 10e Division 1             | A                | 2023   |
| Lille Métropole Futsal | Hauts-de-France, Lille            | 2e, groupe A               | A                | 2013   |
| Cœur de Sambre         | Hauts-de-France, Maubeuge         | 4e, groupe A               | A                | 2022   |
| Reims Métropole Futsal | Grand Est, Reims                  | 5e, groupe A               | A                | 2017   |
| AS Avion Futsal        | Hauts-de-France, Avion            | 6e, groupe A               | A                | 2020   |
| Nantes Doulon Bottière | Pays de la Loire, Nantes          | 7e, groupe A               | A                | 2020   |
| Bastia Agglo Futsal    | Corse, Borgo                      | 8e, groupe A               | A                | 2019   |
| Clichy Futsal Paulista | Île-de-France, Clichy             | 9e, groupe A               | A                | 2019   |
| Orléans Futsal         | Centre-Val de Loire, Orléans      | 1er R1 Centre-Val de Loire | A                | 2023   |
| TA Rennes              | Bretagne, Rennes                  | 1er R1 Bretagne            | A                | 2023   |
| AC Ajaccio             | Corse, Ajaccio                    | 2e, groupe B               | -                | 2020   |
| Évasion urbaine Torcy  | Île-de-France, Torcy              | 3e, groupe A               | B                | 2018   |
| Elsass Pfastatt        | Grand Est, Pfastatt               | 3e, groupe B               | B                | 2013   |
| Sengol 77              | Île-de-France, Lognes             | 4e, groupe B               | B                | 2022   |
| Plaisance All-Stars    | Occitanie, Plaisance-du-Touch     | 5e, groupe B               | B                | 2016   |
| Montpellier MF         | Occitanie, Montpellier            | 6e, groupe B               | B                | 2022   |
| Neuhof Futsal          | Grand Est, Strasbourg             | 7e, groupe B               | B                | 2017   |
| Garges Djibson         | Île-de-France, Garges-lès-Gonesse | 8e, groupe B               | B                | 2021   |
| Stade beaucairois 30   | Occitanie, Beaucaire              | 1er R1 Occitanie           | B                | 2023   |
| RC Strasbourg Alsace   | Grand Est, Strasbourg             | 1er R1 Grand-Est           | B                | 2023   |

## Compétition
Promotions et relégations
- Accession en Division 1 2024-2025
- Relégation en Régional 1 2024-2025

Abréviations
- R : Relégué de Division 1 2022-2023

- P : Promu de Régional 1 2022-2023

### Classements
| Rang | Équipe                 | Pts | J  | G  | N | P  | Bp | Bc | Diff |
| ---- | ---------------------- | --- | -- | -- | - | -- | -- | -- | ---- |
| 1    | AS Avion               | 41  | 18 | 12 | 5 | 1  | 78 | 50 | +28  |
| 2    | Marcouville City CP R  | 40  | 18 | 12 | 4 | 2  | 91 | 62 | +29  |
| 3    | Cœur de Sambre F.      | 33  | 18 | 10 | 3 | 5  | 74 | 58 | +16  |
| 4    | Orléans Futsal P       | 29  | 18 | 9  | 2 | 7  | 73 | 55 | +18  |
| 5    | Reims Métropole Futsal | 25  | 18 | 7  | 4 | 7  | 66 | 65 | +1   |
| 6    | Sengol 77              | 23  | 18 | 7  | 2 | 9  | 67 | 76 | -9   |
| 7    | TA Rennes P            | 23  | 18 | 7  | 2 | 9  | 44 | 59 | -15  |
| 8    | Lille Métropole        | 16  | 17 | 4  | 4 | 9  | 58 | 68 | -10  |
| 9    | Nantes Doulon BF       | 15  | 18 | 4  | 3 | 11 | 53 | 82 | -29  |
| 10   | Bastia Agglo Futsal    | 7   | 17 | 2  | 1 | 14 | 41 | 70 | -29  |

| Rang | Équipe                 | Pts | J  | G  | N | P | Bp | Bc | Diff |
| ---- | ---------------------- | --- | -- | -- | - | - | -- | -- | ---- |
| 1    | Montpellier MF         | 38  | 16 | 12 | 2 | 2 | 59 | 36 | +23  |
| 2    | Garges Djibson         | 32  | 16 | 10 | 2 | 4 | 55 | 43 | +12  |
| 3    | Elsass Pfastatt        | 23  | 16 | 7  | 2 | 7 | 66 | 51 | +15  |
| 4    | ÉU Torcy               | 22  | 16 | 7  | 1 | 8 | 52 | 49 | +3   |
| 5    | Neuhof Futsal          | 20  | 16 | 6  | 2 | 8 | 51 | 54 | -3   |
| 6    | Stade beaucairois 30 P | 19  | 15 | 5  | 4 | 6 | 44 | 56 | -12  |
| 7    | RC Strasbourg Alsace P | 17  | 16 | 5  | 2 | 9 | 44 | 52 | -8   |
| 8    | Plaisance Pibrac F.    | 16  | 15 | 4  | 4 | 7 | 53 | 64 | -11  |
| 9    | Futsal Paulista        | 15  | 16 | 4  | 3 | 9 | 50 | 69 | -19  |

## Bilan de la saison
Le Montpellier Méditerranée Futsal acquiert le titre de D2 et sa montée dans l’élite. Le MMF fait son retour en D1 2024-25 après six ans d'absence, une relégation en 2018 et plusieurs années de tourment. Dans la seconde poule, l'AS Avion obtient son accession en première division lors de la dernière journée face au Marcouville CP, relégué de D1 et concurrent direct,.
| Championnat de France de football 2023-2024 |                                            |
| Champion                                    | Montpellier Méditerranée Futsal (2e titre) |
| Promotions et relégations                   |                                            |
| Promus en Division 1 Futsal                 | Montpellier Méditerranée Futsal            |
| Promus en Division 1 Futsal                 | AS Avion                                   |
| Relégués en Régional 1 Futsal               | Bastia Agglo Futsal                        |
| Relégués en Régional 1 Futsal               | Futsal Paulista                            |

## Barrages d'accession en D2
| Clubs accédant aux barrages | Clubs accédant aux barrages | Clubs accédant aux barrages |
| #                           | Ligues régionales           | Clubs                       |
| --------------------------- | --------------------------- | --------------------------- |
| 13                          | Auvergne-Rhône-Alpes        | Olympique lyonnais          |
| 4                           | Bourgogne-Franche-Comté     | Héricourt                   |
| 7                           | Bretagne                    | Stade briochin              |
| 8                           | Centre-Val de Loire         | ASC Pithiviers              |
| 5                           | Corse                       | USJ Furiani                 |
| 11                          | Grand-Est                   | RC Strasbourg Alsace        |
| 2                           | Hauts-de-France             | Helesmes Futsal             |
| 1                           | Méditerranée                | Nice Futsal Club            |
| 10                          | Normandie                   | US Guérinière               |
| 12                          | Nouvelle-Aquitaine          | Bordeaux Coqs Rouges        |
| 6                           | Occitanie                   | FC Quint Fonsegrives        |
| 3                           | Paris Île-de-France         | Diamant Futsal              |
| 9                           | Pays de la Loire            | A. La Nantaise Futsal       |

Le format des barrages est modifié avec des oppositions régionales établies à l'avance en fonction du classement des Ligues régionales résultant du rapport entre le joueur « Futsal » rapporté au nombre total de joueurs totaux, et disputées en match aller-retour. Le moins bien classé reçoit au match aller.
Les douze et treizième ligues régionales jouent un pré-barrage puis le vainqueur en affronte la première du classement. Dans ce pré-barrage, l'Olympique lyonnais s'impose chez le Bordeaux Coqs Rouges. La ligue en deuxième position affronte la onzième, la troisième contre la dixième, etc.
Les matchs se déroulent les samedis 1er et 8 juin 2024.
| Équipe 1               | Résultat | Équipe 2             | Aller  | Retour  |
| ---------------------- | -------- | -------------------- | ------ | ------- |
| Olympique lyonnais     | 6 - 8    | Nice Futsal Club     | 3 - 4  | 4 - 3   |
| Sporting Futsal Behren | 8 - 13   | Helesme Futsal       | 5 - 6  | 7 - 3   |
| US Guérinière          | 0 - 14   | Diamant Futsal       | 0 - 11 | forfait |
| A. La Nantaise Futsal  | 6 - 1    | Héricourt            | 2 - 1  | 0 - 4   |
| ASC Pithiviers         | 6 - 16   | USJ Furiani          | 2 - 7  | 9 - 4   |
| Stade briochin         | 8 - 7    | FC Quint Fonsegrives | 6 - 2  | 5 - 2   |